# Con le unghie e con i denti
Con le unghie e con i denti è una miniserie televisiva italiana del 2004, scritta e diretta da Pier Francesco Pingitore.

## Distribuzione
È stata girata nel giugno del 2003 a Roma e trasmessa in prima visione su Canale 5 nel gennaio 2004. Il formato originario è quello della miniserie di 2 puntate mandate in onda in prima serata. Negli anni seguenti, la rete ammiraglia Mediaset ha replicato la fiction nel formato di film TV, in un'unica puntata che è un accorpamento delle due originali.
La miniserie è stata venduta all'estero ed è stata replicata, nel formato integrale originario di due puntate, da Happy Channel, Rete 4, Mediaset Plus, Iris, Joi, Mediaset Extra, La5 e Telenorba. La miniserie non è mai stata distribuita nel mercato home video, a differenza di altre produzioni RTI delle quali vennero realizzate edizioni in DVD.

## Trama
È la storia di quattro giovani, Barbara (Manuela Arcuri), Martina (Antonella Ponziani), 
Gianluca (Antonio Giuliani) e Stefano (Giampaolo Morelli), che vivono in un piccolo appartamento periferico preso in affitto. 
Ognuno di loro vuole tentare la scalata al successo in settori diversi del mondo dello spettacolo.
Barbara è un'aspirante show-girl, ma intanto fa la comparsa e la baby-sitter.
Martina lavora come donna delle pulizie ma aspira a diventare una cantante.
Gianluca fa il cameriere in un ristorante ma la sera si esibisce come comico in un cabaret e spera di avere la grande occasione in televisione.
Stefano è un vigilante che dedica la maggior parte del suo tempo a scrivere soggetti e sceneggiature, proponendosi come autore televisivo.
I sogni di gloria, però, devono fare i conti con la dura realtà che significa racimolare ogni mese i soldi dell’affitto. I tentativi dei quattro di sfondare nello show-business si alternano alle trovate per sventare le minacce di sfratto per morosità. E dunque quante insidie, illusioni, delusioni ma i ragazzi non si demoralizzano e continuano nell’impresa, sempre con allegria e buonumore.